# Burganes de Valverde (kommunhuvudort)
Burganes de Valverde är en kommunhuvudort i Spanien.   Den ligger i provinsen Provincia de Zamora och regionen Kastilien och Leon, i den nordvästra delen av landet, 240 km nordväst om huvudstaden Madrid. Burganes de Valverde ligger 709 meter över havet och antalet invånare är 845.
Terrängen runt Burganes de Valverde är platt. Runt Burganes de Valverde är det glesbefolkat, med 10 invånare per kvadratkilometer. Närmaste större samhälle är Benavente, 12,5 km nordost om Burganes de Valverde. Trakten runt Burganes de Valverde består till största delen av jordbruksmark.